# Говоруха Віктор Володимирович
Віктор Володимирович Говоруха (8 серпня 1949 р., м. Владивосток — 31 січня 2019 р., м. Харків). Кандидат наук з державного управління, доцент. Заслужений працівник народної освіти України.

## Біографія
Народився 8 серпня 1949 р. у м. Владивосток.
Протягом вересня 1966 р. — серпня 1967 р. працював токарем машинобудівного заводу (м. Могилів-Подільський).
1970 р. закінчив Київське танково-технічне училище за спеціальністю «Технічне обслуговування і ремонт автомобілів» (кваліфікація — технік-механік), 1977 р. — Військову Ордена Леніна Червонопрапорну академію бронетанкових військ ім. Маршала Радянського Союзу Р. Я. Малиновського за спеціальністю «Бронетанкова техніка» (кваліфікація — військовий інженер-механік), 1984 р. — Військову Орденів Леніна і Жовтневої Революції Червонопрапорну академію бронетанкових військ ім. Маршала Радянського Союзу Р. Я. Малиновського за спеціальністю «Інженерна оперативно-тактична» (кваліфікація — офіцер з вищою військовою освітою).
Протягом вересня 1970 р. — серпня 1973 р. був заступником командира мотострілецької роти по технічній частині‚ начальником ремонтної майстерні‚ командиром ремонтної роти мотострілецького полку 85 мотострілецької дивізії Сибірського Військового округу (м. Новосибірськ).
У червні 1977 р. — квітні 1980 р. був заступником командира танкового батальйону по технічній частині 16 гвардійського танкового полку 207 мотострілецької дивізії 3-ї ЗА ГРВН (НДР), квітня 1980 р. — серпні 1982 р. — заступником командира по технічній частині — начальником технічної частини окремого танкового полку 3-ї ЗА ГРВН.
У червні 1984 р. — грудні 1989 р. був заступником командира по озброєнню — начальником технічної частини 164 мотострілецької дивізії Закавказького ВО (м. Єреван).
Із грудня 1991 р. по серпень 1994 р. працював командиром 4 дивізії Національної гвардії України (м. Донецьк).
Протягом квітня 1996 р. — березня 2002 р. працював начальником — ректором Військового інституту Національної гвардії України (згодом — Військовий інститут внутрішніх військ МВС України).
У березні 1998 р. балатувався в Народні депутати України по виборчому округу № 176 (Харківська область), зняв свою кандидатуру.
2001 р. захистив дисертацію на отримання ступеню кандидата наук із державного управління на тему «Державне управління цивільно-військовими відносинами в Україні: теоретичні засади та механізми». Із 2006 р. — доцент.
З березня по серпень 2002 р. працював помічником президента‚ виконавчим директором ТОВ «Союз Трейд» (м. Харків).
Із вересня 2002 р. працював в Харківському регіональному інституті державного управління Національної академії державного управління при Президентові України:
- до березня 2004 р. — в/о доцента кафедри державної політики;
- з серпня 2005 р. по жовтень 2006 р. — проректор Національної академії державного управління при Президентові України — директор ХарРІДУ НАДУ при ПУ;
- з жовтня 2006 р. по червень 2010 р. — директор інституту[3].

У 2004—2005 рр. був довіреною особою кандидата на пост Президента України В. А. Ющенка в виборчому окрузі № 176 (Харківська область).
Помер 31 січня 2019 року

## Особисті відомості
Член НСНУ.

### Нагороди, відзнаки та звання
Нагороджений ювілейними медалями «50 років Збройних Сил СРСР» (1967 р.), «За військову доблесть» (1970 р.), орденом «За службу Батьківщині у Збройних Силах СРСР» ІІІ ступеня (1989 р.), відзнакою Президента України — медаллю «За військову службу Україні» (1997 р.). 1999 р. присуджено почесне звання «Заслужений працівник народної освіти України».